# Hunsūr
Hunsūr är en ort i Indien.   Den ligger i distriktet Mysore och delstaten Karnataka, i den södra delen av landet, 1 800 km söder om huvudstaden New Delhi. Hunsūr ligger 794 meter över havet och antalet invånare är 47 644.
Terrängen runt Hunsūr är platt. Runt Hunsūr är det tätbefolkat, med 319 invånare per kvadratkilometer. Hunsūr är det största samhället i trakten. Trakten runt Hunsūr består till största delen av jordbruksmark.